# Labienus
Labienus es un género de coleóptero de la familia Passalidae.

## Especies
Este género cuenta con las siguientes especies:
- Labienus aberrans Hincks, 1938
- Labienus cavifrons Hincks, 1935
- Labienus cheesmanae Hincks, 1935
- Labienus compergus (Boisduval, 1835)
- Labienus crassus (Kaup, 1868)
- Labienus dohrni (Kuwert, 1891)
- Labienus elisae (Kuwert, 1898)
- Labienus gigas (Kaup, 1868)
- Labienus glaber (Gravely, 1913)
- Labienus glabricepsDoesburg, 1956
- Labienus gracilis Heller, 1910
- Labienus horrelli Hincks, 1932
- Labienus impar (Kuwert, 1898)
- Labienus inaequalis Gravely, 1918
- Labienus kjellanderi Endrodi, 1967
- Labienus moluccanus (Percheron, 1835)
- Labienus opalus Boucher, 1993
- Labienus protomocoeloides Hincks, 1933
- Labienus proximus Hincks, 1933
- Labienus ptox (Kaup, 1868)
- Labienus ptoxoides Gravely, 1918
- Labienus toxopeusi Doesburg, 1956
- Labienus trigonophorus (Zang, 1905)
- Labienus truncatus Hincks, 1938